# Matt Millen

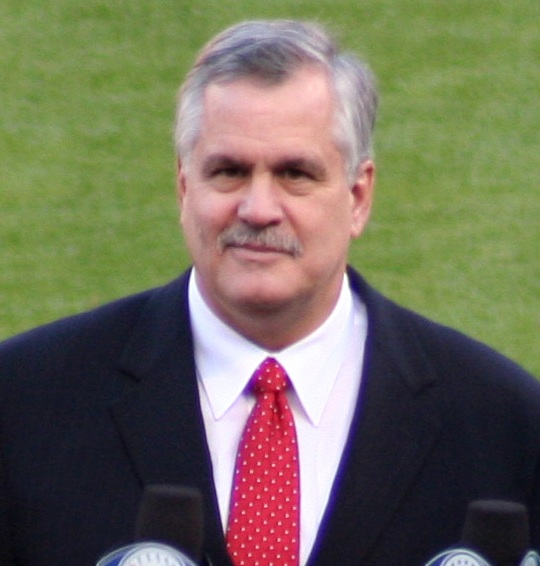
Imagem do ex-jogador de futebol americano estadunidense Matt Millen.

Matt Millen é um ex-jogador profissional de futebol americano estadunidense que foi campeão da temporada de 1991 da National Football League jogando pelo Washington Redskins.